# Dasychira kosemponica
Dasychira kosemponica är en fjärilsart som beskrevs av Embrik Strand 1914. Dasychira kosemponica ingår i släktet Dasychira och familjen tofsspinnare. Inga underarter finns listade i Catalogue of Life.